# Charles Eschard

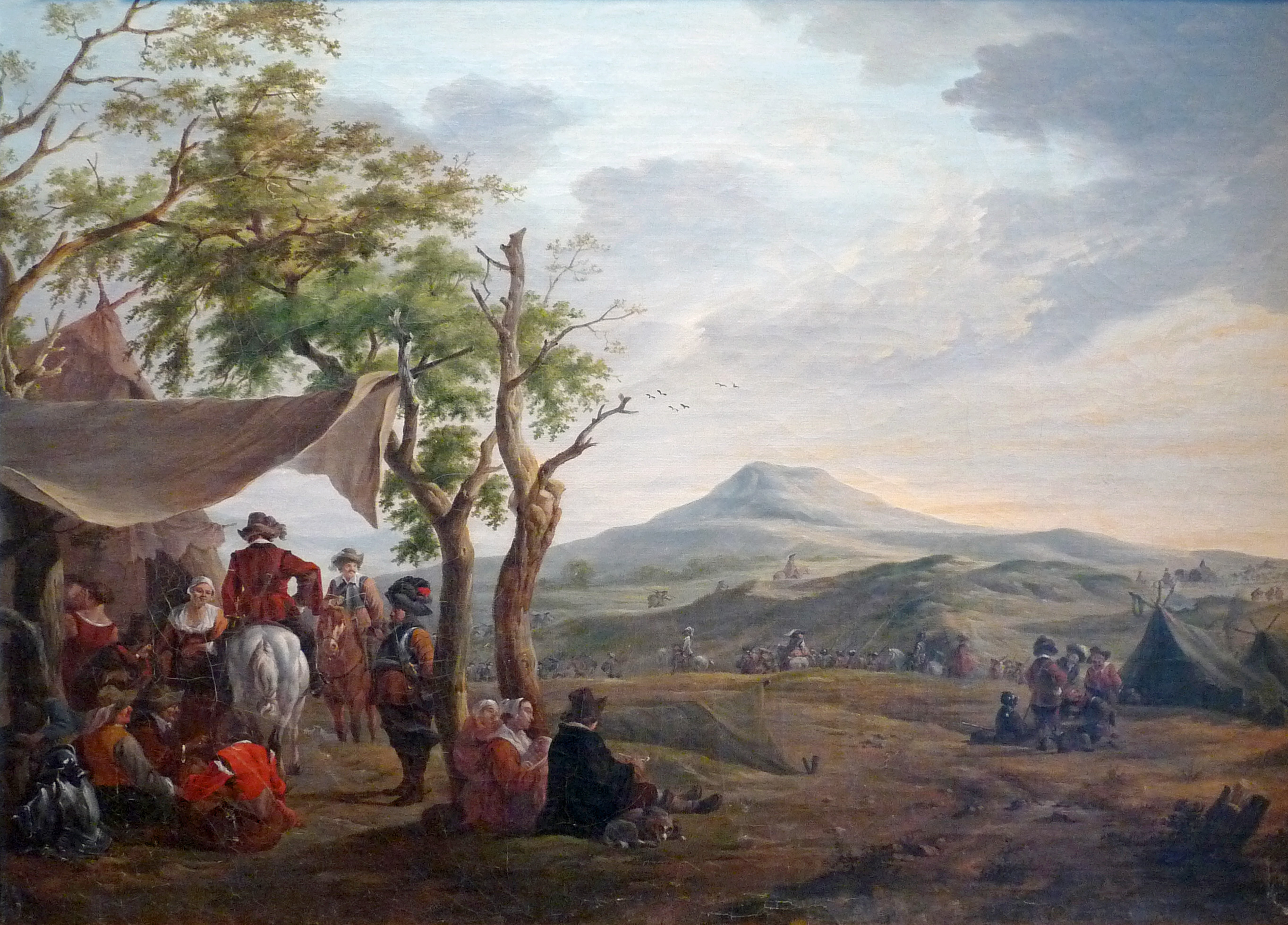
Tabăra militară de Charles Eschard, Musée barrois (Bar-le-Duc)

Charles Eschard (n. 1 martie 1744, Caen, Franța – d. 1 februarie 1820, Paris, Franța) a fost un pictor, desenator și gravor francez.
Eschard și-a început formarea artistică la Academia de Arte din Rouen, condusă de Jean-Baptiste Descamps⁠(d) . A plecat apoi să petreacă câțiva ani în Țările de Jos, unde a studiat capodoperele maeștrilor flamanzi.

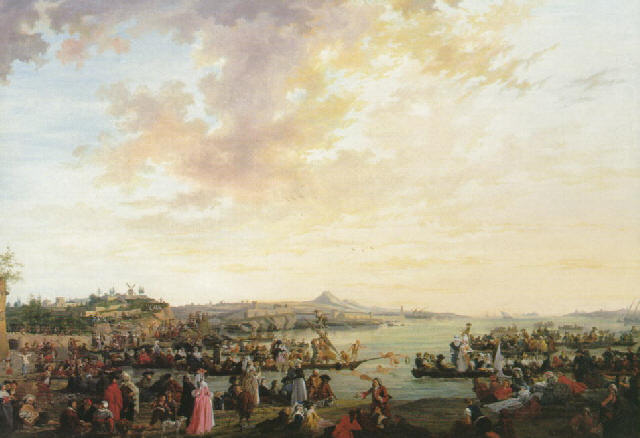
Vedere din Marsilia: Turnir și petrecere pe apă de Charles Eschard, colecție privată, 1791

Întors în Franța, a expus la Luvru Vedere din Marsilia: Turnir și petrecere pe apă și O vedere a portului Harlem. În 1798 a expus din nou O vedere asupra Mont Blancului și O vedere asupra Țărilor de Jos în jurul Groningenului.Un alt tablou de același fel, O vedere a canalului care se întinde în jurul Țărilor de Jos, a fost oferită de autor Muzeului din Rouen. Acesta a fost aprobat de Academia Regală de Pictură și Sculptură în 1783.
Charles Eschard, care, potrivit unor experți, folosea tușe moi și culori plăcute, a gravat, de asemenea, gravuri cu o serie de subiecte foarte căutate. Principalele sale gravuri au fost Ciobanii, Cerșetorii și Pescarul.